# Popolo sovrano
Popolo sovrano è stato un programma televisivo italiano di genere talk show, in onda su Rai 2 dal 14 febbraio al 21 marzo 2019, condotto da Alessandro Sortino, Eva Giovannini e Daniele Piervincenzi.

## Il programma
Il programma nacque da un'idea di Alessandro Sortino, già ideatore di Nemo - Nessuno escluso, e come quest'ultimo è realizzato da Rai 2 in collaborazione con Fremantle Italia.
Di Nemo, inoltre, è stato ripreso in parte il format, ossia la messa in onda nel corso della puntata di reportage su vari temi, con monologhi e vicende attinenti, raccontate talvolta dagli stessi protagonisti in studio. Rispetto alla trasmissione che sostituiva, è stato previsto un confronto tra due personalità, provenienti dal mondo della politica, del giornalismo ecc.
Il programma, però, rispetto al suo predecessore, ha registrato ascolti molto bassi ed è stato spostato in seconda serata, sempre il venerdì. È stato infine sospeso nel marzo 2019 e cancellato dai palinsesti del 2020.

## Ascolti
| Puntata | Data             | Telespettatori | Share |
| ------- | ---------------- | -------------- | ----- |
| 1       | 14 febbraio 2019 | 521.000        | 2,70% |
| 2       | 21 febbraio 2019 | 570.000        | 2,80% |
| 3       | 28 febbraio 2019 | 746.000        | 3,80% |
| 4       | 7 marzo 2019     | 600.000        | 2,90% |
| 5       | 14 marzo 2019    | 604.000        | 2,90% |
| 6       | 21 marzo 2019    | 475.000        | 2,40% |